# Chotčianka
Chotčianka je vodní tok na severovýchodním Slovensku, v okrese Stropkov. Je to levostranný přítok Ondavy s délkou 27 km. Pramení v severní části Laborecké vrchoviny, pod Sedlem pod Beskydom, v nadmořské výšce okolo 535 metrů. Část horního toku v katastrálním území Driečna je chráněna jako chráněný areál Horný tok Chotčianky.
Od pramene teče nejprve jihojihovýchodným směrem přes Mikovskou brázdu, zleva přibírá přítok (457 m n. m.) z oblasti Beskyd a protéká vesnicí Driečna. Přibírá levostranný přítok z lesa (660 m n. m.) Stáčí se více na jih, opět zleva přibírá přítok od Ždiaru (586 m n. m.) prudce mění směr toku na jihozápad.
Následně opouští Mikovskou brázdu, zprava přibírá Javorový potok, protéká přes Vyšnou a Nižnou Vladicou, před obcí Staškovce přibírá z pravé strany Mlynský potok, v krátkém úseku teče na hranici mezi Laboreckou a Ondavskou vrchovinou a protéká Staškovcemi jižním směrem.
V blízkosti Makovec přibírá zleva nejvýznamnější přítok, Poliansky potok. Dále pokračuje západním směrem Ondavskou vrchovinou rozšířeným korytem, které se výrazněji horizontálně vlní a protéká obcí Bukovce. Zprava pak přibírá Kožuchovský potok a za obcí také zprava Oľšavku (224 m n. m.).
Na dolním toku se stáčí na jihozápad, pokračuje kolem obce Chotča, nedaleko ní přibírá zprava Vislavku (207 m n. m.) a u Krušince pravostranný Bíňovec. Vytváří prudkou zatáčku, následně teče kolem obce Krušince a pak vtéká do města Stropkov. Zde protéká Stropkovskou brázdou, vytváří dvojitý oblouk, na levém břehu napájí rybník a na okraji města ústí do Ondavy.